# セレスタ
セレスタ （フランス語:Sélestat、アルザス語:Schleschtàtt、ドイツ語:Schlettstadt）は、フランス、グラン・テスト地域圏、バ＝ラン県のコミューン。

## 地理
アルザス地域圏の中央部に位置し、コルマールの北22km、ストラスブールの南47kmにある。標高165mから184mの台地の上に市街があり、イル川左岸で発展した。ヴォージュ山脈にも近い。
モーリス・ルメール・トンネルの存在がロレーヌ地域圏への往来を容易にしている。43km西にあるサン＝ディエ＝デ＝ヴォージュへの往来も含まれる。加えて、20kmほどでライン川や対ドイツ国境へ行ける。セレスタ郊外には手付かずの自然が残っている。

## 歴史
伝説によると、セレスタを作ったのは巨人のスレット（Sletto）であったという。セレスタのドイツ語名であるシュレットシュタットとは、この巨人の名に由来する。セレスタに関する最初の記述は8世紀にさかのぼるが、当時はキンツアイムの一部であった。セレスタの拡大は11世紀に始まる。ホーエンシュタウフェン家の先祖で、神聖ローマ皇帝フリードリヒ1世の祖母であるヒルデガルト・フォン・ビュレンは、聖フォワを崇敬するコンクの修道士が住まう教会を1094年に建立した。この修道会は、1217年に皇帝フリードリヒ2世が都市の地位を与えるまでセレスタを支配していた。
都市の権力は徐々にブルジョワに移っていった。セレスタ住民や商人たちは、サント＝フォワ教会から数メートルの所に教区教会としてサン＝ジョルジュ教会を建てた。繁栄するセレスタは1354年に十都市同盟に加盟し、1679年までの間に都市の防衛設備を強化した。
ルネサンス期のセレスタは、人文主義の中心地であった。セレスタにある学校の名は欧州中にとどろいた。神聖ローマ帝国南部を揺り動かした宗教改革、ドイツ農民戦争、そして三十年戦争はセレスタを衰退させた。
1632年にスウェーデン軍が、1634年にはフランス軍がセレスタを占領した。ルイ14世時代の1678年に結ばれたナイメーヘンの和約によって、セレスタはフランスに併合された。これらの時代に、ヴォーバンや技師ジャック・タラドが都市防衛を強化した。セレスタはフランス軍の駐屯地となって、自由都市としての特権は失せ、フランス化されていった。
ナポレオン3世がスダンで敗れた後、1870年よりセレスタはドイツ帝国領に組み込まれた。再びフランスに帰属したのは第一次世界大戦終結後の1918年である。しかし1940年のナチス・ドイツ侵攻によってセレスタは占領地帯となった。1944年11月よりアメリカ陸軍がセレスタ解放に向けて戦闘を開始するが、ドイツの強力な抵抗戦で長期化し、最終的に1945年2月にセレスタは解放された。

## みどころ
- サント＝フォワ教会 - ロマネスク様式
- サン＝ジョルジュ教会 - ゴシック様式
- 水道塔
- ヴォーバンの防衛設備

## 姉妹都市
- シャルルロワ、ベルギー
- ヴァルドキルヒ、ドイツ
- グレンヒェン、スイス
- ドルンビルン、オーストリア